# Диатесарон
Диатесарон (грч. δια τεσσαρων, диа тессарон "од четири"; лат. diatessarōn) је дело сиријског хришћанског књижевника и апологета Тацијана које је он написао између 160. и 175. године.
Тацијан је у Диатесарону је покушао да усклади четири јеванђеља један историјски текст. У њему су Јеванђеље по Матији, Марку, Луки и Јовану сажети у компактни текст који даје целовиту причу. Тацијан је то постигао тако што је текстове Јеванђеља комбиновао, односно поређао хронолошки. Само око 56 стихова оригиналних јеванђеља нису наведена (родословље, прича о прељубници...).
Диатесарон је служио као литургијски текст међу сиријским оријентално-православним хришћанима све до 5. века када га је заменила Пешита, стандардна сиријска верзија Библије.